# Háromszínű Láng Szociális Mozgalom
A Háromszínű Láng Szociális Mozgalom, röviden Háromszínű Láng olaszországi politikai párt, amelyet 1995. március 3-án alapított Pino Rauti, aki az Olasz Szociális Mozgalom egykori tagja – 1990–1991 között a párt főtitkára – volt a párt 1995-ös megszűnéséig. A helyében létrejövő Nemzeti Szövetségnek nem akart tagja lenni, így alapította meg ezt a pártot.
A párt ifjúsági szervezete a Gioventú della fiamma (A Láng Fiataljai), ahol 14–30 év közötti szimpatizánsok a tagok.

## Története

### Eredete
A párt eredete az Olasz Szociális Mozgalom Fiuggiban megtartott 1995-ös utolsó kongresszusához köthető, amikor Gianfranco Fini hivatalosan is bejelentette a párt megszűnését, és megtartották az újonnan létrejövő Nemzeti Szövetség első kongresszusát. Fini bejelentette, hogy az új párt inkább a nemzeti konzervativizmus és jobboldali kereszténydemokrata irányzatokat fogja követni, hogy be tudják tölteni az Olasz Kereszténydemokrata Párt megszűnésével keletkezett űrt.

### Pino Rauti főtitkársága
A párt főtitkára Pino Rauti lett, aki az Olasz Szociális Mozgalom baloldali szárnyának volt vezetője. Az ő vezetése alatt az 1996-os olaszországi parlamenti választásokon a párt mind a Képviselőházban, mind a Szenátusban a kompenzációs listák szavazatokból 0,9%-ot ért el. Ebben az évben tartották meg a párt első kongresszusát Chianciano Termében, ahol vállalták, hogy az MSI ideológiáját viszik tovább.
Az 1999-es európai parlamenti választásokon Olaszország összes választókerületében állított jelöltet, a párt Roberto Bigliardo személyében kapott egy európai parlamenti mandátumot, országosan a szavazatok 1,6%-át érte el.

### 2001-es választások
2000. április 20-án a Massimo D'Alemma vezette második kormány elbukott, a köztársasági elnök többek közt ezt a pártot is felkérte kormányalakításra.